# Typhlocirolana margalefi
Typhlocirolana margalefi är en kräftdjursart som beskrevs av Pretus 1986. Typhlocirolana margalefi ingår i släktet Typhlocirolana och familjen Cirolanidae. Inga underarter finns listade i Catalogue of Life.